# Aaron Gwin
Ne doit pas être confondu avec Aaron Gwyn.
Aaron Holmes Gwin est un vététiste américain spécialisé dans la descente (downhill en anglais) originaire de Morongo Valley en Californie.  Il est connu pour s'être fait rapidement un nom sur la scène internationale.  À ses débuts, les suiveurs voient en Gwin le sauveur de sa discipline aux États-Unis depuis sa 10e place à Mont Sainte-Anne en coupe du monde en 2008. Ce fut la première fois depuis 2004 qu'un Américain se plaçait dans les 10 premières places. Depuis, il a remporté la Coupe du monde de descente à cinq reprises, en 2011, 2012,  2015, 2016 et 2017.

## Début de carrière
Aaron Gwin commence sa carrière de cycliste à l'âge de 4 ans en BMX et participe à toutes les courses nationales à l'âge de 8 ans. À 12 ans Gwin se met au motocross mais finit par arrêter à 17 ans à cause de nombreuses blessures.  En 2008 à l'âge de 20 ans Gwin se fait prêter un vélo de descente et est encouragé à participer à des courses.  À sa toute première course aux Fontana Winter Series il arrive 3e et décide de continuer et finit par signer avec Yeti Cycles. 

## Style de ride et sponsors
L’expérience qu'il a acquise en motocross se retrouve chez Gwinn notamment dans ses sauts et whips. Sa fluidité vient de ses années BMX et lui permet de briller en Dual slalom et en Four Cross.
Il rejoint le Trek World Racing Team en novembre 2010. Avec cette écurie, il remporte deux Coupes du Monde (classement général) en 2011 et 2012. Le 7 janvier 2013, il rejoint l'équipe Specialized Racing et remplace donc Sam Hill. Son coéquipier chez  Specialized est Troy Brosnan. Il remporte en 2015 la Coupe du Monde de descente et annonce quelques semaines après que son contrat avec la marque Américaine ne sera pas renouvelé. Le 8 février 2016, il rejoint la toute nouvelle équipe YT MOBqui fait sa première apparition en avril pour l'ouverture de la Coupe du Monde 2016.

## Palmarès

### Championnats du monde
- Mont Sainte-Anne 2010
  - 4e de la descente
- Cairns 2017
  -  Médaillé de bronze de la descente

### Coupe du monde
- Coupe du monde de descente (5)
  - 2010 : 4e
  - 2011 : 1er, vainqueur de 5 manches
  - 2012 : 1er, vainqueur de 4 manches
  - 2013 : 13e
  - 2014 : 2e, vainqueur d'une manche
  - 2015 : 1er, vainqueur de 4 manches
  - 2016 : 1er, vainqueur de 2 manches
  - 2017 : 1er, vainqueur de 3 manches
  - 2018 : 11e, vainqueur d'une manche
  - 2019 : 20e
  - 2020 : 9e
  - 2022 : 8e

### Championnats des États-Unis
- Champion des États-Unis de descente : 2009, 2010, 2012, 2013, 2014, 2015, 2016 et 2017

## Résultats par années
2008
10e place, Sea Otter Classic Downhill
7e place, MSC #2 Chalk Creek Stampede Mountain Cross
1re place, MSC #2 Chalk Creek Stampede Dual Slalom
4e place, Deer Valley National Dual Slalom
4e place, Deer Valley National Downhill
1re place, MSC #5 Blast the Mass Downhill
1re place, MSC #7 Snowmass G3 Downhill
1re place, MSC #9 MSC Gravity Finals Downhill
coupe du monde de VTT 2008, Downhill:
10e place, Mont Sainte-Anne, Canada
8e place, Schladming, Autriche
2011
1re place lors de la coupe du monde de VTT 2011, le premier américain à gagner le général de la coupe du monde et le premier à gagner 5 manches en une saison
1re place, Pietermaritzburg, Afrique du Sud 
5e place, Fort William, Écosse  
1re place, Leogang, Autriche  
1re place, Mont Sainte-Anne, Québec 
1re place, Windham (État de New York), États-Unis 
3e place, La Bresse, FRA 
1re place, Val di Sole, ITA 
1re place, US Open 
2012
1re place au général pour la coupe du monde de VTT 2012 
2de place, Pietermaritzburg, Afrique du Sud 
3e place, Sea Otter Classic Downhill 
2d place, Port Angeles Grand Prix Downhill 
1re place, Val di Sole, Italie 
1re place, Fort William, Écosse
1re place, Mont Sainte-Anne, Canada
1re place, Windham, États-Unis
5e place, Val d'Isère, France (Après cette course il décroche son 2e championnat en coupe du monde)
2013
13e place au général pour la coupe du monde de VTT 2013 
20e place, Fort William 
6e place, Val di Sole Italie 
10e place, Vallnord Andorre 
5e place, Mont Sainte Anne Canada 
non partant, Hafjell Norvège
non partant, Leogang Autriche